# Sunshine 60
Sunshine 60 (japanska: サンシャイン60, Sanshain rokujū) är en 60 våningar hög byggnad i Ikebukuro, Tokyo, Japan.
När byggnaden stod klar 1978 var det den högsta byggnaden i östra Asien, en titel som den behöll till 1985. Det var den högsta byggnaden i Japan fram till att Tokyos nya stadshus stod klart 1991; vid sin konstruktion var Sunshine 60 med sina 60 våningar högre än dåvarande rekordhållaren Shinjuku Mitsui Building.
Byggnaden konstruerades av Mitsubishi Estate. Den är del av ett byggnadskomplex som inkluderar köpcenter och hotell, och nära toppen finns observationsplattformar. På byggnadens tionde våning finns även ett planetarium och ett akvarium.
Sunshine 60 har setts som den enda skyskrapan där det spökar, eftersom byggnaden konstruerats på platsen för ett tidigare fängelse. Det fängelset var platsen för ett stort antal avrättningar, inklusive sju ledande krigsförbrytare från andra världskriget (däribland premiärministern Hideki Tojo). Sedan dess bygge har man rapporterat övernaturliga händelser i eller omkring Sunshine 60.